# Tarnivci (gemeente)
Tarnivci (Oekraïens: Тарнівці, Hongaars: Ungtarnóc) is een plaats en voormalige gemeente in Oekraïne in het Oblast Transkarpatië in het rajon Oezjhorod.
De gemeente bestond uit de volgende dorpen:
- Tarnivci, Тарнівці (Hongaars: Ungtarnóc) 853 inwoners 41,5% Hongaren
- Sislivci, Шишлівці (Hongaars: Sislóc) 339 inwoners 59,9% Hongaren
- Botfalva, Ботфалва (Hongaars:Botfalva) 579 inwoners 65,5% Hongaren

De inwoners behoren in meerderheid tot de Hongaarse minderheid in Oekraïne. In de gemeente vormden de Hongaren met bijna 60% de meerderheid, in de hoofdkern zijn de Oekraïners met 55% in de meerderheid.